# Богуславская, Валерия Борисовна
Валерия Борисовна Богуславская (укр. Валерія Борисівна Богуславська; род. 19 января 1939, Харьков) — советская, украинская переводчица и поэтесса.
Окончила Одесский технологический институт (1962). Работала в проектных организациях Киева и Харькова.
В 1966 г. выпустила сборник стихов на русском языке «Капля в море». Начиная с 1998 г. опубликованы шесть книг стихов на украинском языке.
Богуславская переводит поэзию на украинский язык с русского, английского и идиша. В её переводе вышли книги избранных стихотворений Переца Маркиша (2000 и 2002), Марины Цветаевой (2002), Джорджа Гордона Байрона (2004 и 2006), Овсея Дриза (2006 и 2010), Натальи Горбаневской (2007), Мани Лейба (2007), Арсения Тарковского (2008), Владимира Нарбута (2011). Кроме того, опубликовала в украинском переводе сборник лекций композитора Валентина Сильвестрова. В 2007 г. совместно с Велвлом Черниным составила «Антологию еврейской поэзии» (укр. Антологія єврейської поезії), выпущенную под патронатом Института иудаики Киево-Могилянской академии.

Xочу сказать тем, кто сомневается в возможностях украинского языка: если на него можно перевести Байрона и Цветаеву, этот язык способен передать всё,

— говорит Богуславская.
Иногда выступает и как переводчик украинской поэзии на русский язык — так, в 2002 г. в её переводе вышел сборник стихотворений Евгена Маланюка.